# Knights of the New Thunder
Knights of the New Thunder è il secondo album in studio dei TNT, uscito nel 1984 per l'Etichetta discografica PolyGram Records.

## Tracce
1. Seven Seas (TNT) 4:15
2. Ready to Leave (Le'Tekro) 2:57
3. Klassisk Romance (Le'Tekro) :58
4. Last Summer's Evil (TNT) 2:36
5. Without Your Love (Black, Hansen, Ingebrigtsen, LeTekro) 3:51
6. Tor With the Hammer (Hansen, Ingebrigtsen)	2:20
7. Break the Ice (Dahl, Hansen, Ingebrigtsen) 2:22
8. U.S.A. (Alfheim, Hansen, Ingebrigtsen, Le'Tekro) 3:40
9. Deadly Metal (Alfheim, Hansen, Le'Tekro) 2:30
10. Knights of the Thunder (Dahl, Hansen) 4:13
11. Eddie (Alfheim, Ingebrigtsen) 4:43

## Formazione
- Tony Harnell - voce (accreditato come Tony Hansen)
- Ronni Lé Tekrø - chitarre
- Morty Black - basso
- Diesel "Diesel" Dahl - batteria, percussioni

### Altri musicisti
- Baard Svensen - tastiere, cori